# Pozinkování

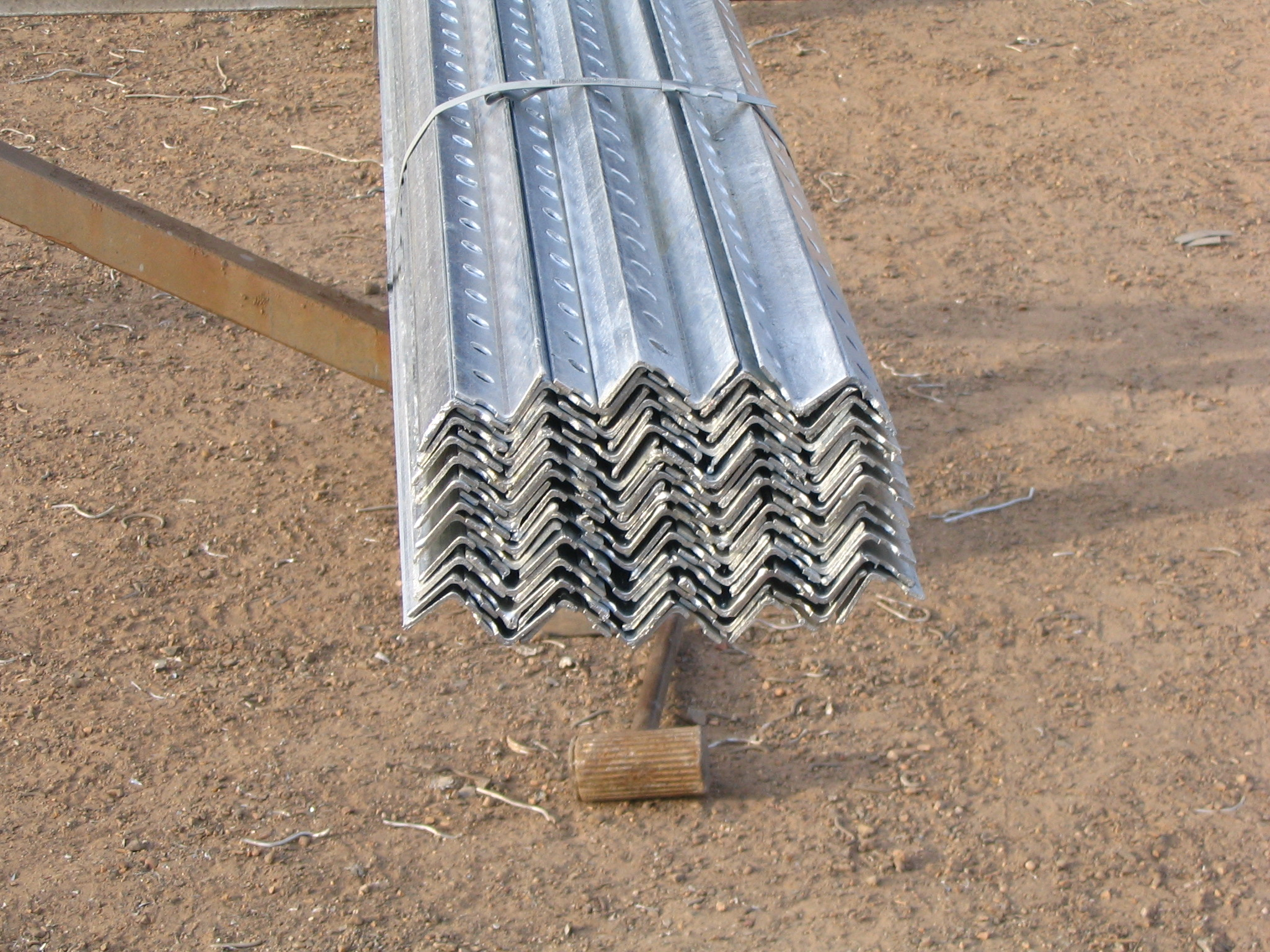
Pozinkované ocelové profily

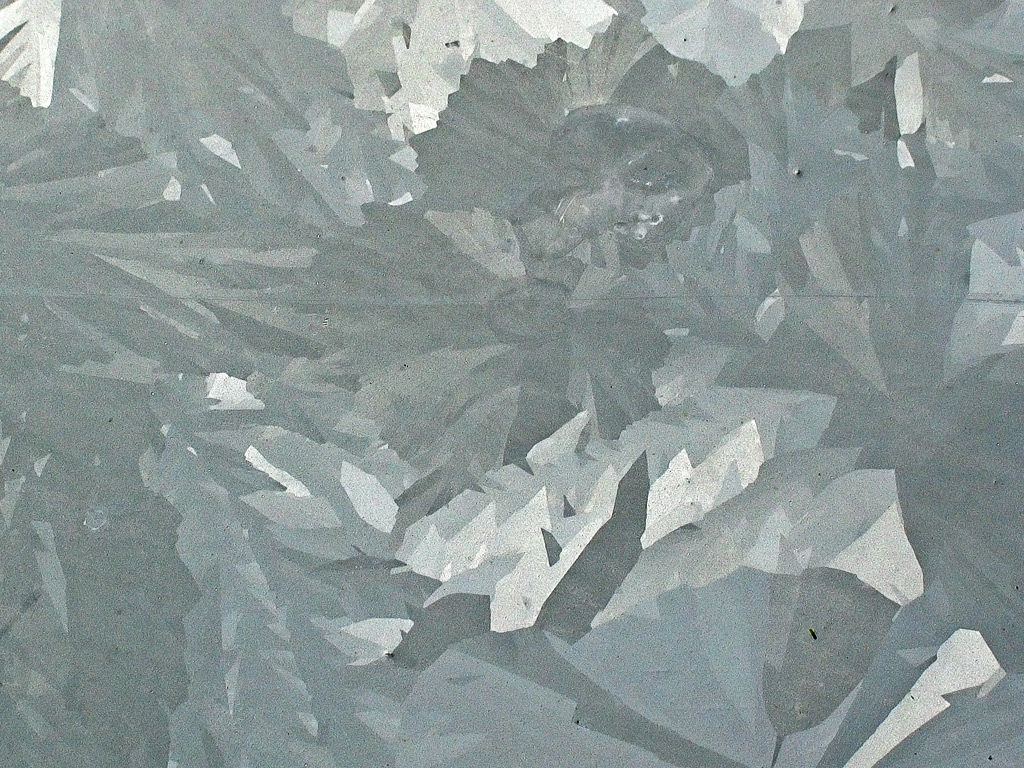
Typická povrchová krystalová kresba žárově pozinkovaného předmětu

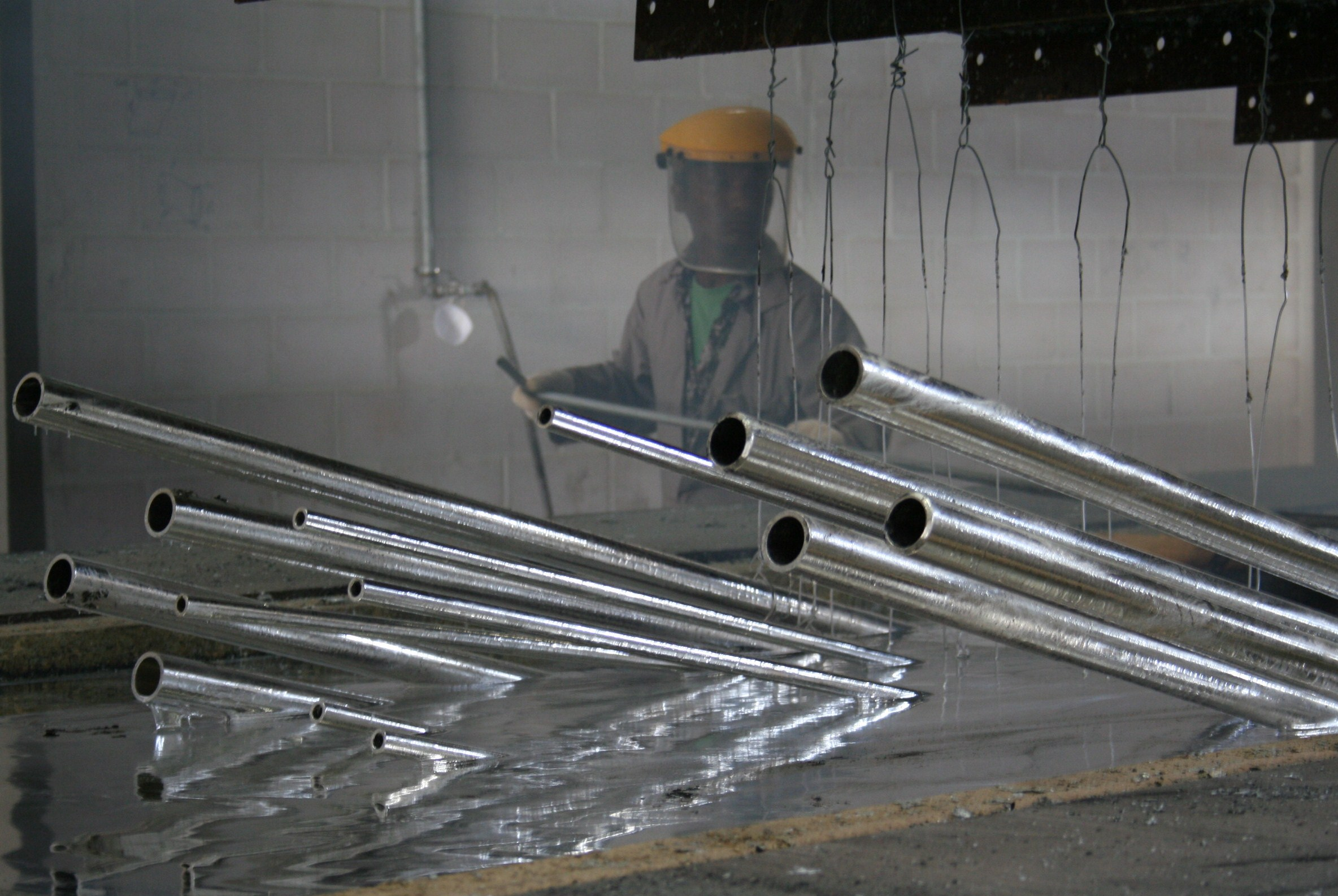
Průběh žárového zinkování

Pozinkování je nanesení vrstvy zinku na povrch ocelových výrobků. Tato vrstva slouží jako ochrana proti korozi. Zinek chrání povrch nejen mechanicky, ale i chemicky. Se železem tvoří ve vlhku zinek elektrický článek. I při lokálním porušení vrstvy zinku probíhá koroze jen na zinkové vrstvě, zatímco ocel zůstane neporušena. Ochrana ale trvá jen do rozpuštění zinkové vrstvy. Pozinkování může být kombinováno i s jinými způsoby ochrany, např. s nátěrem.
Ochrana pozinkováním se používá pro celé výrobky (automobilové karoserie, sloupy osvětlení, zábradlí, okapy) tak pro materiál (pozinkovaný plech).
Zinek se na povrch předmětů nanáší buď zastudena elektrolyticky (galvanické pozinkování) nebo ponořením předmětu do roztaveného zinku (žárové zinkování).

## Galvanické zinkování
Galvanické zinkování je elektrolytický děj, při kterém se na elektrovodivé materiály, ve většině případů ocelové díly (katoda), elektrochemicky vyloučí zinkový povlak rozpuštěním zinku (anody).

## Žárové zinkování
Žárové zinkování je speciální technika pokovování ponorem. Zinek vytváří pevný a nepropustný povlak s dlouhodobou životností, který chrání ocel i elektrochemicky. Zinkování se provádí ponořením ocelového výrobku do horké lázně zinku o teplotě 450°C.

## Povlak ze zinkových mikrolamel
Povrch může být chráněn i neelektrolyticky nanášenými povlaky ze zinkových mikrolamel.